# Schuim (structuur)

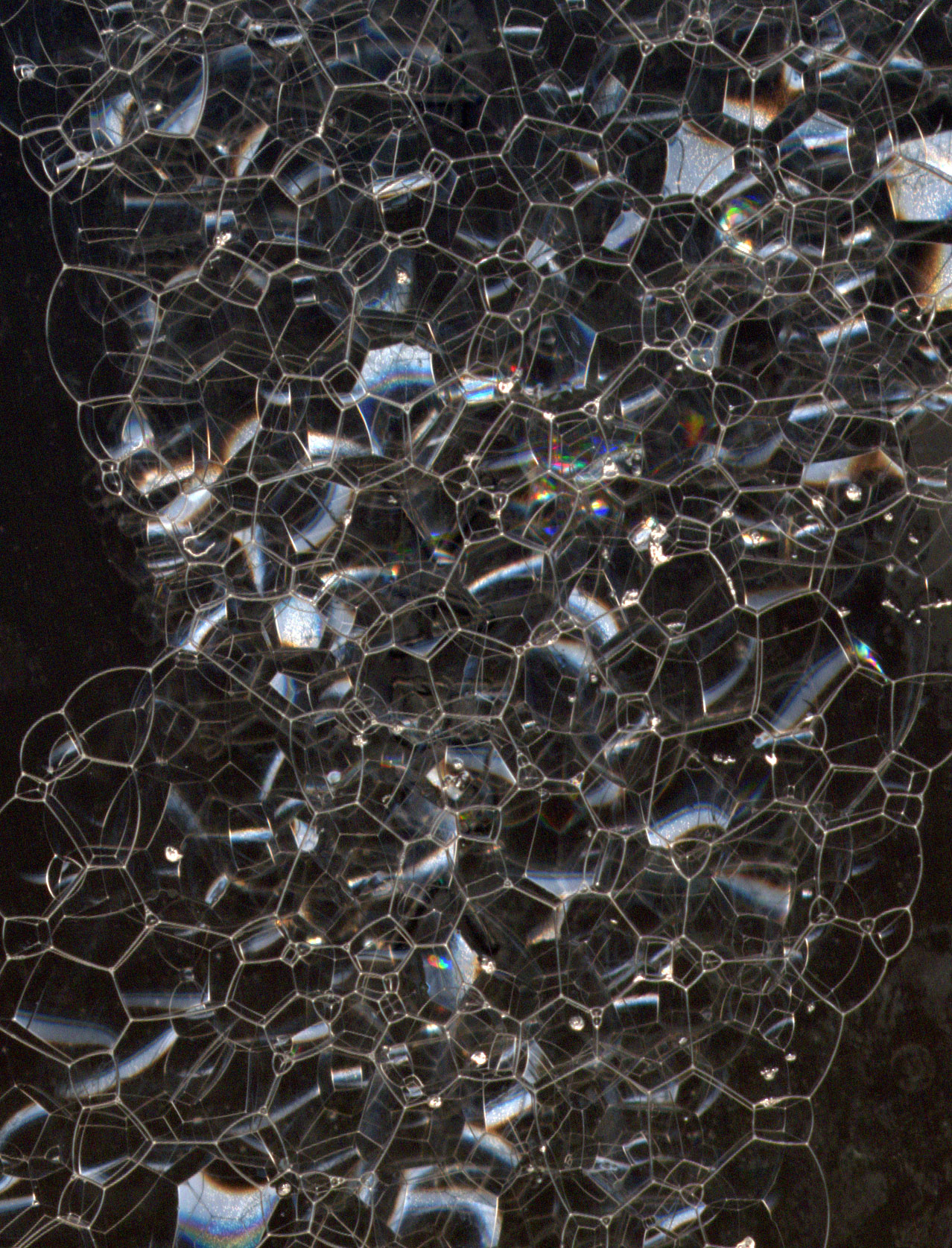
Bellenblaasschuim

Schuim is volgens de meest algemene definitie een mengsel van verschillende gasbellen in een vloeistof of vaste stof.

## Vloeistofschuimen

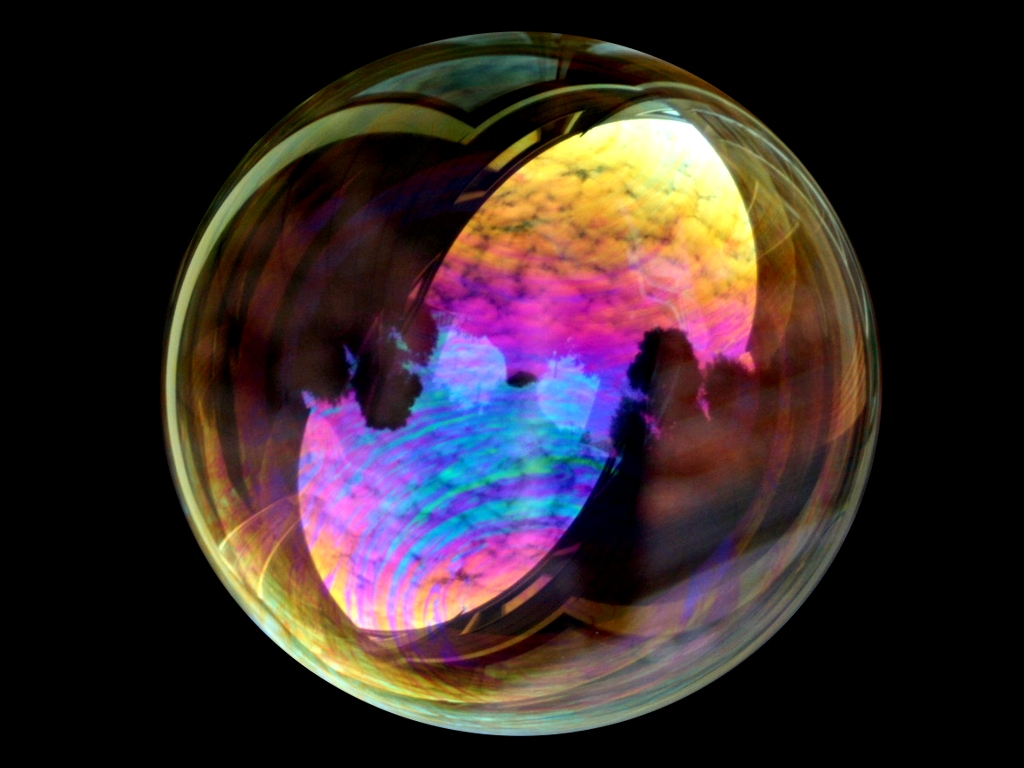
Een voorbeeld van een vloeistofschuim, de zeepbel

Voorbeelden van schuimen die bestaan uit gasbellen omgeven met een vloeistof, zijn wasmiddel en zepen.
Afhankelijk van de schuimstructuur en de elektrostatische eigenschappen van de moleculen ontstaan er schuimen met verschillende grootte, wanddikte en levensduur. In principe is de levensduur van vloeistofschuimen begrensd omdat een vloeistof-schuim-cel ernaar streeft om haar zeer grote verhouding tussen de oppervlaktevloeistof en gas te minimaliseren. Tevens zorgt de zwaartekracht ervoor dat de vloeistof in de celwand langzaam naar onderen stroomt waardoor de wand van de vloeistofschuimcel dunner wordt. Hierdoor zal de celwand uiteindelijk (open)breken.

## Vastestofschuimen

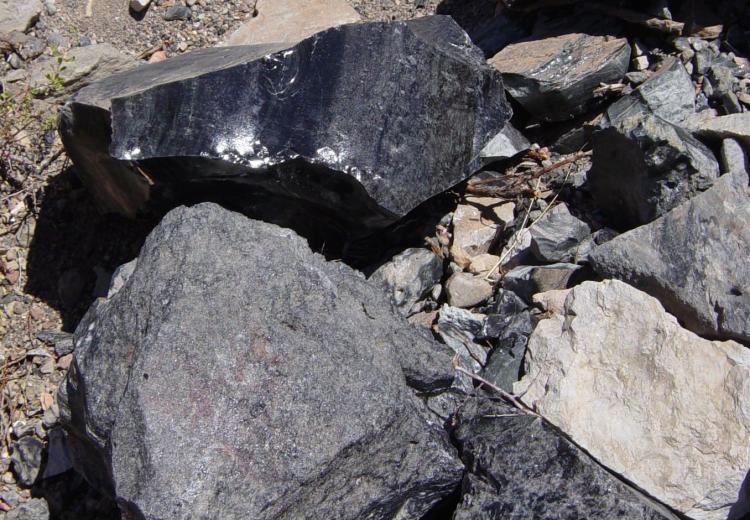
Een voorbeeld van een vastestofschuim, de puimsteen (matgrijze steen in de voorgrond)

Voorbeelden van schuimen die bestaan uit gasbellen omgeven met een vaste stof, zijn puimsteen, kunststofschuim, aerogel metaalschuim, schuimbeton en brood.

## Ontstaan schuim

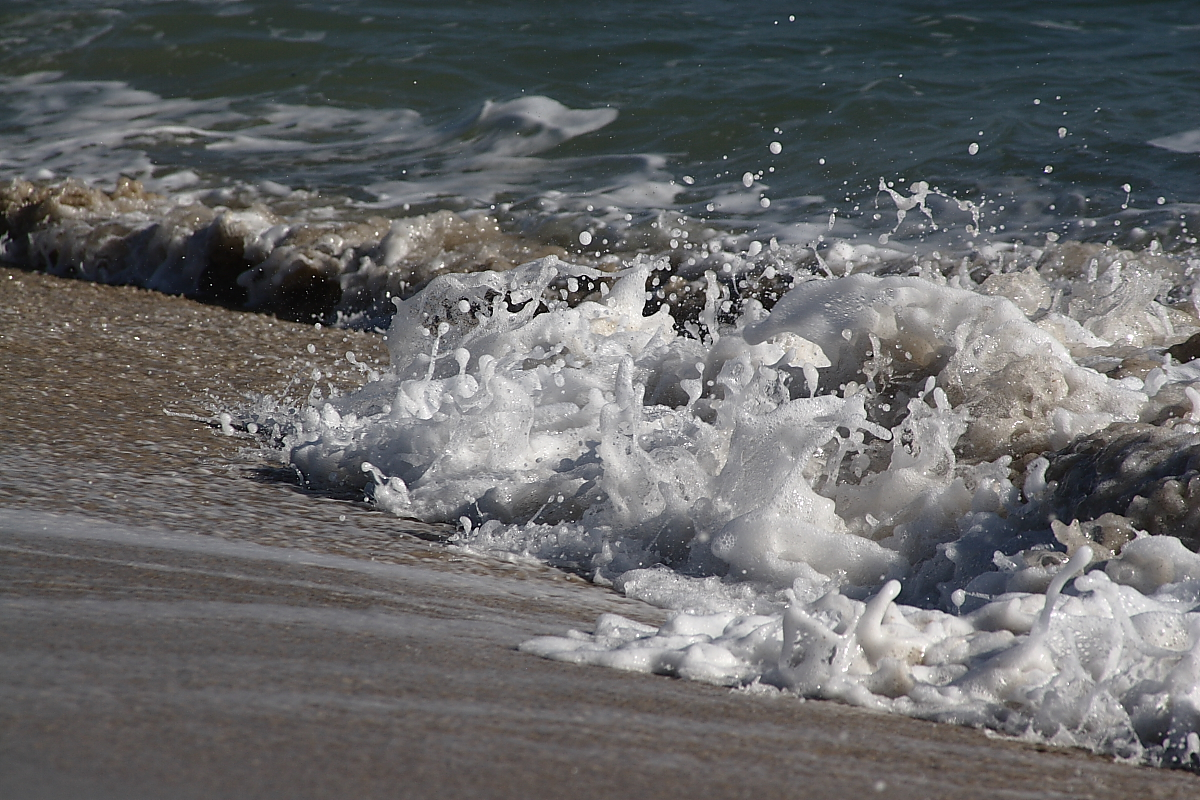
'Zeeschuim', een voorbeeld van schuim dat ontstaat als gevolg van een natuurlijk mengproces (branding)

Schuim ontstaat in een mengproces tussen een gas en een vloeistof. Voor het mengproces is energie noodzakelijk. Een voorbeeld is het kloppen van slagroom. Ook kan schuim ontstaan als gevolg van een chemische reactie waarbij een gas vrijkomt. Bij vastestofschuimen vindt de schuimvorming plaats in de vloeistoffase van de vaste stof. Een voorbeeld is de vorming van puimsteen. Puimsteen ontstaat wanneer bij een vulkanische uitbarsting de vloeibare lava, die een grote hoeveelheid gassen bevat, zodanig snel afkoelt dat de gasbelletjes de tijd niet krijgen te ontsnappen en in het gesteente vast komen te zitten.

## Schuimstructuren
Schuim heeft een typische structuur en een veelsoortigheid aan vormen. Studies naar de optimale schuimcelvorm zijn studies naar het met een minimaal celoppervlak vullen van een zo groot mogelijke ruimte. Voorbeelden van deze studies zijn:
- Het probleem beschreven door Kelvin[1]
- Wet van Plateau[2] Deze wet beschrijft de voorwaarden waaraan een schuim moet voldoen.
- Weaire-Phelan-structuur[3] Deze stelt een veelvlak met 14 zijden als de ideale celvorm voor.

## Antischuimmiddel
In veel productieprocessen veroorzaakt het schuimen van vloeistoffen problemen. Een schuim heeft andere eigenschappen en gedraagt zich anders dan een vloeistof. Om het schuimen te voorkomen worden antischuimmiddelen toegevoegd. In de levensmiddelenindustrie worden emulgatoren toegevoegd (E471, E900) om het schuimen te voorkomen.

## Begrippen
- Hardschuim is een schuim waarvan de cellen niet veerkrachtig zijn (veelal isolatieschuim).
- Integraalschuim is een schuim met een gesloten huid. De schuimcellen aan de rand zijn kleiner, waardoor het schuim daar minder veerkrachtiger is dan in het midden van het product. Integraalschuim wordt in een vorm (matrijs) gemaakt.
- Koudschuim is meestal een polyurethaanschuim dat met het slabstockschuimproces gemaakt is. De term 'koudschuim' is afgeleid van de term 'cold cure moulding': schuim dat in niet verwarmde vormmallen wordt geproduceerd.
- Laminaatschuim is een schuim dat tussen twee wanden is gemaakt. Het vormproces lijkt op dat van het pultrusieproces.
- Latexschuim (schuimrubber) is schuim van een mix van natuurlijk en synthetisch latex.
- Polyesterschuim is een thermoharder polyurethaanschuim gemaakt van het basismateriaal polyester-urethaan.
- Polyetherschuim is een thermoharder polyurethaanschuim gemaakt van het basismateriaal polyether-urethaan.
- PUR-schuim of Polyurethaanschuim is een verzamelnaam voor polyurethaanschuimen (Polyester- of Polyether-schuim). Polyurethaanschuim komt in veel varianten voor.
- Slabstockschuim is schuim dat in een continu-vormingproces is gemaakt. Op een lopende band wordt het schuim gemaakt en in de gewenste vorm gesneden. De meeste schuimen worden zo gemaakt.
- Sprayschuim (en: in situ) is schuim dat lokaal met een schuimpistool of spuitbus wordt aangebracht.
- Synthetisch schuim (en:synthetic foam) is een verzamelnaam voor kunstmatig (synthetisch) vervaardigde schuimen. Vaak wordt deze naam (oneigenlijk) gebruikt voor schuimmatrassen.
- Traagschuim is een schuimmateriaal dat wanneer het ingedrukt wordt langzaam in zijn oorspronkelijke vorm terugkeert.
- Vormschuim is een schuim wat in een vorm (matrijs) is gevormd.
- Zachtschuim is een schuim waarvan de cellen veerkrachtig zijn (matrassen).

## Schuimsoorten
Voor een compleet overzicht zie de lijst van schuimen.

## Voorbeelden
- schuim op frisdrank (koolstofdioxide in limonade)
- schuim op bier (koolstofdioxide in bier)
- slagroom (lucht in room)
- strandschuim (lucht in eiwitten)
- bellenblaasschuim (lucht in afwasmiddel)
- brandblusschuim
- polyurethaanschuim